# Nuove strade Anas (300-399)
Le strade che, attualmente, non fanno più parte dell'Anas ma che sono gestite da regioni, province o comuni sono contrassegnate dalla dicitura ex davanti al simbolo; c'è però da tenere presente che, per quasi tutte le strade, l'attuale competenza ANAS è ridotta rispetto alla lunghezza originale dell'arteria stessa: le strade che sono in parte gestite dall'ANAS e in parte da altri enti non sono contrassegnate dalla scritta ex.
| Numero | Denominazione                                       | Lunghezza                  | Percorso |
| ------ | --------------------------------------------------- | -------------------------- | --- |
| ex     | ex SS 106 (Variante di Montegiordano Marina)        | 1,220 km                   | Innesto con la S.S. n. 106 al km 402+400 - Innesto con la S.S. n. 106 al km 403+620 Consegnata al comune di Montegiordano |
| ex     | Trasversale delle Serre                             | 1,850 km 1,480 km 3,015 km | 1º tratto: Innesto nuovo ponte Scornari - Svincolo con la S.P. per Vazzano; 2º tratto: Innesto viadotto Marino - Innesto con la ex S.S. n. 110 al km 29+000; 3º tratto: Svincolo di Chiaravalle Centrale con la S.S. n. 182 - Svincolo di Chiaravalle Argusto con la S.P. n. 146 Classificata come SS 713 |
| ex     | ex SS 106 (Variante Ponte sul Fiume Ancinale)       | 0,700 km                   | Innesto con la S.S. n. 106 al km 162+300 - Innesto con la S.S. n. 106 al km 163+000 Consegnata alla Provincia di Catanzaro |
| ex     | Variante della Spezia                               | 6,150 km                   | Innesto con la S.S. n. 1 in località San Benedetto (comune di Riccò del Golfo di Spezia) - Svincolo di Felettino presso La Spezia Classificata come S.S. 1 var/A |
| ex     | Bretella di Mosciano Sant'Angelo                    | 1,521 km                   | Svincolo con la S.S. n. 80 racc presso Mosciano Sant'Angelo - Svincolo con l'A14 presso Mosciano Sant'Angelo |
| ex     | di Vado Ligure                                      | 2,836 km                   | Innesto con la ex S.S. n. 1 - Svincolo Bossarino |
| ex     | di Sanremo                                          | 3,355 km                   | Imbocco est Galleria Villetta - Sanremo Centro Classificata come SS 717 |
| ex     | della Stazione San Marco-Roggiano                   | 6,467 km                   | Innesto con la S.P. n. 270 in località Varco Bufalo - Innesto con la S.P. n. 123 in località Cimino (San Marco Argentano) Classificato come SS 283 var |
| ex     | di Taverna Ravindola                                | 0,700 km                   | Innesto con la S.S. n. 158 presso Taverna Ravindola - Innesto con la S.S. n. 85 presso Taverna Ravindola Classificata come parte della SS 158 |
|        | ex SS 51 (Cavallera)                                | 3,700 km                   | Innesto con la S.P. n. 47 presso Perarolo di Cadore - Innesto con la S.S. n. 51 al km 70+700 |
| ex     | Passante autostradale di Mestre                     | 4,290 km                   | Innesto con l'A4 presso Quarto d'Altino - Innesto con l'A27 presso Mogliano Veneto Aperta il 6 agosto 2007 solo in direzione A27. Chiusa nel corso del 2008 per i lavori del passante di Mestre. Riaperta l'8 febbraio 2009 come A4                                                                       |
| ex     | Asti - Cuneo                                        | 17,700 km                  | Innesto con la S.S. n. 231 presso Isola d'Asti - Innesto con la S.S. n. 231 presso Alba Classificata come A33 |
| ex     | Collegamento Est-Ovest di Cuneo                     | 4,630 km                   | Innesto con la ex S.S. n. 22 presso Cuneo - Innesto con la S.S. n. 21 presso Cuneo Classificata come SS 705 |
|        | di San Lazzaro                                      | 7,900 km                   | Casello Autostradale di Bologna est dell'A14 - Rotatoria con la Via comunale Tolara |
| ex     | Raccordo con la SS 202                              | 3,450 km                   | Innesto con la S.S. n. 202 presso casa cantoniera Cattinara - Padriciano Classificata come SS 202 dir |
| ex     | di Ripafratta                                       | 1,700 km                   | Vecchio tracciato dell'A11 a cavallo del ponte sul Serchio Consegnata alla regione Toscana |
| ex     | dell'Aeroporto Tito Minniti                         | 1,425 km                   | Innesto con la S.S. n. 106 a Reggio Calabria - Aeroporto "Tito Minniti" Classificata come SS 721 |
| ex     | ex SS 12 (Variante Isola della Scala)               | 5,700 km                   | Innesto con la S.S. n. 12 al km 263+800 - Innesto con la S.S. n. 12 al km 269+500 Consegnata al comune di Isola della Scala |
| ex     | Nuoro-Villagrande                                   | 50,667 km                  | Svincolo di Perdas Arbas con la circonvallazione sud di Nuoro - Innesto con la S.S. n. 389 presso il bivio di Villagrande (km 171+227) Classificata come SS 389 var |
|        | di Monti                                            | 3,650 km                   | Innesto con la S.S. n. 597 al bivio di Monti - innesto con la S.S. n. 389 a Monti |
| ex     | Scala Ruia-Tempio                                   | 5,933 km                   | Innesto con la S.S. n. 672 al km 34+697 - Innesto con la S.S. n. 127 al km 53+700 |
| ex     | Raccordo Lacotisce-Rabuiese                         | 4,000 km                   | Innesto con la S.S. n. 202 presso Lacotisce - Confine di Stato di Rabuiese Classificata come Autostrada Sistiana-Rabuiese |
| ex     | ex SS 7 (Variante di San Cascano)                   | 2,137 km                   | Innesto con la ex S.S. n. 7 al km 173+270 - Innesto con la ex S.S. n. 7 al km 175+407 |
|        | ex SS 52 (Variante Passo della Morte)               | 2,400 km                   | Innesto con la ex S.S. n. 52 al km 41+600 - Innesto con la ex S.S. n. 12 al km 44+000 |
| ex     | Raccordo di Rosarno                                 | 0,810 km                   | Innesto strada A.S.I. - RC - Innesto con la S.S. n. 682 al km 0+000 Classificata come SS 682 dir |
| ex     | del Museo di Sibari                                 | 1,051 km                   | Innesto con la S.S. n. 106 Radd presso il Museo di Sibari - Museo di Sibari |
| ex     | di Lamezia Terme                                    | 1,072 km                   | Innesto con S.C. a Lamezia Terme - Innesto con la S.S. n. 280 presso svincolo A3 di Lamezia Terme |
|        | ex SS 18 (vecchia sede) del torrente Amato          | 2,210 km                   | Innesto con la S.P. n. 110 - Innesto con la S.S. n. 18 al km 381+000 |
| ex     | dei Vivai                                           | 5,680 km                   | Innesto con la S.S. n. 516 presso Piove di Sacco - Innesto con la S.P. 40 presso Liettoli di Campolongo Maggiore Classificata come SS 516 dir |
| ex     | Variante di Sasso Marconi                           | 8,000 km                   | Rotatoria con la S.P. n. 37 (Via Setta e Via Ziano di Sotto) - Innesto con la S.S. n. 64 al km 85+020 (rotonda di Borgonuovo) |
| ex     | Variante di Carcare e Collina Vispa                 | 4,480 km                   | Innesto con la ex S.S. n. 29 al km 133+000 presso località S. Giuseppe - Innesto con la ex S.S. n. 29 al km 138+150 presso Altare |
| ex     | Catania-Siracusa                                    | 25,142 km                  | Innesto con la Tangenziale di Catania presso località Passo Martino - Svincolo con la S.S. n. 114 presso Augusta Classificata come Autostrada Catania-Siracusa |
| ex     | ex SS 17 (Variante di Riccia)                       | 4,720 km 0,813 km          | 1º tratto: innesto con la NSA n. 278 al km 68+300 - Innesto con la S.S. n. 212 al km 62+000; 2º tratto: Innesto con la S.S. n. 212 al 77+200 - Innesto con la ex S.S. n. 212 al km 76+387 |
| ex     | Variante di Taggia                                  | 1,500 km                   | Innesto con la S.P. n. 548 - Galleria Bussana Classificata come SS 720 |
|        | Variante di Chiusavecchia                           | 2,300 km                   | Svincolo di Borgomaro con la S.S. n. 28 - Svincolo di Chiusavecchia Sud con la S.S. n. 28 Classificata come SS 28 var |
| ex     | Variante di Montesilvano                            | 2,894 km                   | Innesto con la S.P. n. 25b per Montesilvano Colle - innesto con la S.S. n. 16 al km 444+520 Classificata come parte della SS 714 |
| ex     | Padriciano-Cattinara                                | 4,000 km                   | Svincolo con il R.A. n. 13 presso Padriciano - innesto con la S.S. n. 202 presso Cattinara Classificata come Autostrada Sistiana-Rabuiese |
| ex     | della Costa Saracena                                | 7,500 km                   | Innesto con la S.S. n. 194 presso Lentini - innesto con la S.S. n. 114 presso Agnone Bagni Classificata come SS 114 dir |
| ex     | Raccordo di Pietraperzia                            | 15,400 km                  | Innesto con la S.S. n. 640 presso Caltanissetta - Pietraperzia Classificata come SS 640 dir |
| ex     | della Stazione di Imera                             | 1,800 km                   | Innesto con la S.S. n. 640 presso la Stazione di Imera - Svincolo Imera dell'A19 Classificata come parte della SS 640 |
| ex     | di Tre Monzelli                                     | 1,600 km                   | Innesto con la S.S. n. 120 presso Masseria Xireni - Svincolo Tremonzelli dell'A19 Classificata come SS 120 racc |
| ex     | di Mazara del Vallo                                 | 0,300 km                   | Innesto con la S.S. n. 115 presso Mazara del Vallo - Svincolo Mazara del Vallo dell'A29 Classificata come parte della SS 115 |
| ex     | Bretella di Castellammare del Golfo                 | 3,300 km                   | Svincolo Castellammare del Golfo dell'A29 - Castellammare del Golfo Classificata come SS 731 |
| ex     | Bretella di Alcamo Est                              | 2,000 km                   | Svincolo Alcamo Est dell'A29 - Innesto S.P. n. 55 presso Alcamo Classificata come SS 732 |
| ex     | Bretella di Alcamo Ovest                            | 2,000 km                   | Svincolo Alcamo Ovest dell'A29 - Innesto S.S. n. 113 presso Alcamo Classificata come SS 733 |
| ex     | di Terra di Lavoro                                  | 1,960 km                   | Innesto con la S.S. n. 7 bis al km 0+000 - Innesto con la S.P. n. 101 |
| ex     | di Germaneto                                        | 0,540 km                   | Svincolo di Germaneto con la S.S. n. 280 - Svincolo con la S.P. n. 48 |
| ex     | Raccordo di Acquappesa                              | 0,560 km                   | Innesto con la S.S. n. 18 al Bivio di Intavolata - Innesto con la S.S. n. 283 ad Acquappesa Classificata come SS 283 dir |
| ex     | SS 18 (Vecchia sede)                                | 0,514 km                   | Ponte sul fiume Noce - Innesto con la S.S. n. 18 |
| ex     | ex SS 337 (Tratto sotteso alla Galleria di Paiesco) | 1,600 km                   | Vecchio innesto con la S.S. n. 337 al km 7+300 - Innesto con la S.S. n. 337 al km 8+900 Consegnata al comune di Trontano |
| ex     | ex SS 17 (Vecchia sede)                             | 2,813 km                   | Innesti con la S.S. n. 212 presso Masseria Campensa |
| ex     | ex SS 17 (Variante presso Vinchiaturo)              | 0,900 km                   | Innesto con la S.S. n. 17 al km 216+200 - innesto con la S.S. n. 17 al km 217+100 |
| ex     | ex SS 85 (Vecchia sede)                             | 1,500 km                   | Innesto con la S.S. n. 85 al km 16+000 presso Venafro - Innesto con la S.S. n. 85 al km 17+500 presso Venafro |
|        | SS 16 Variante di Foggia                            | 18,000 km                  | Innesto con la S.S. n. 16 al km 670+000 - Innesto con la S.S. n. 16 al km 682+000 Classificata come parte della SS 673 |
| ex     | ex SS 85 (Variante presso Monteroduni)              | 1,800 km                   | Innesto con la S.S. n. 85 al km 30+300 - Innesto con la S.S. n. 85 al km 32+100 |
| ex     | ex SS 85 (Variante presso Macchia d'Isernia)        | 0,800 km 1,000 km          | 1º tratto: Innesto con la S.S. n. 85 al km 34+000 - Innesto con la S.S. n. 85 al km 34+800 2º tratto: Innesto con la S.S. n. 85 al km 35+200 - Innesto con la S.S. n. 85 al km 36+200 |
| ex     | ex SS 158 (Variante presso Rocchetta Nuova)         | 1,770 km                   | Innesto con la S.S. n. 158 al km 22+800 - Innesto con la S.S. n. 158 al km 24+570 |
| ex     | ex SS 212 (Variante presso torrente Tappino)        | 2,200 km                   | Innesto con la S.S. n. 17 al km 258+813 - Innesto con la S.S. n. 212 al km 79+400 |
| ex     | ex SS 645 (Variante presso Campodipietra)           | 1,200 km                   | Innesto con la S.S. n. 645 al km 9+000 - Innesto con la S.S. n. 645 al km 10+200 |
| ex     | Asta di Cola Olidda                                 | 1,298 km                   | Svincolo di Cola Olidda con la S.S. n. 16 - Innesto con la ex S.S. n. 16 in Comune di Giovinazzo |
| ex     | Asta di Barletta Sud                                | 0,930 km                   | Svincolo di Barletta Sud con la S.S. n. 16 - Innesto con la ex S.S. n. 16 in Comune di Barletta |
| ex     | Asta di Bisceglie Sud                               | 1,224 km                   | Svincolo di Bisceglie Sud con la S.S. n. 16 - Innesto con la ex S.S. n. 16 (comuni di Bisceglie e Molfetta) |
| ex     | Asta di Barletta Nord                               | 1,783 km                   | Svincolo di Barletta Nord con la S.S. n. 16 - Innesto con la NSA n. 113 presso Barletta |
|        | ex SS 125 (Cagliari-Quartu Sant'Elena)              | 0,990 km 0,210 km          | 1º tratto: Innesto con la ex S.S. n. 125 al km 5+500 presso Cagliari - Innesto con la ex S.S. n. 125 al km 6+490 presso Cagliari 2º tratto: Innesto con la ex S.S. n. 125 al km 9+740 presso Quartu Sant'Elena - Innesto con la ex S.S. n. 125 al km 9+950 presso Quartu Sant'Elena                       |
|        | ex SS 130 (Variante di Musei)                       | 3,110 km                   | Innesto con la S.S. n. 130 al km 36+120 - Innesto con la S.S. n. 130 al km 39+230 |
| ex     | Variante di Collecchio                              | 4,200 km                   | Innesto con la S.S. n. 62 al km 103+700 - Innesto con la S.S. n. 62 al km 107+500 |
| ex     | Variante di Pievepelago                             | 2,200 km                   | Innesto con la S.S. n. 12 al km 99+000 - Rotatoria con la S.P. n. 324 al km 61+500 Classificata come SS 12 dir Variante di Pievepelago, marzo 2006 |
|        | Variante di Pieve di Teco                           | 2,300 km                   | Innesto con la S.S. n. 28 presso Pieve di Teco - Innesto con la S.S. n. 28 presso Acquetico Classificata come SS 28 var |
| ex     | ex SS 675                                           | 6,500 km                   | Vetralla - Castello di Selce |
| ex     | Bretella Salaria Sud                                | 3,900 km                   | Innesto con la S.S. n. 4 presso Monterotondo - Innesto con la S.P. n. 15 Tiberina Classificata in parte come SS 730 |